# 长安镇 (威信县)
长安镇，是中华人民共和国云南省昭通市威信县下辖的一个乡镇级行政单位。
2012年8月30日，云南省人民政府批复同意撤销长安乡，设立长安镇。

## 行政区划
长安镇下辖以下地区：
长安村、天坪村、安稳村、安乐村和瓦石村。